# Ascogaster arisanica
Ascogaster arisanica är en stekelart som beskrevs av Jinhaku Sonan 1932. Ascogaster arisanica ingår i släktet Ascogaster och familjen bracksteklar. Inga underarter finns listade.